# 符文战场
《符文战场：英雄联盟对战卡牌》（英語：Riftbound: League of Legends Trading Card Game，前称Project K）是由拳头游戏开发的一款依托《英雄联盟》宇宙背景的实体集换式卡牌游戏，中国大陆由拳头游戏与闪魂合作发行，英语国家由拳头游戏与UVS Games联合发行。该游戏在2025年8月1日举行的2025ChinaJoy首日活动中在中国大陆正式发售，并将于2025年10月在多个英语国家推出，2026年在更多国家和地区推出。
《符文战场》适合2~4名玩家，支持1v1对战、2v2组队和4人自由混战。首发系列《符文战场：起源》包含超过380张卡牌，拥有维克托、金克丝以及李青3套英雄预组牌组，每套英雄预组牌组包含56张卡牌，涵盖多种卡牌类型。另有“试炼之地”牌组，内含拉克丝、安妮、易大師与盖伦的新手牌组。